# پایین هولار
پایین هولار شهری است در شهرستان ساری در استان مازندران ایران.

## جمعیت
بر اساس سرشماری سال ۱۳۹۵ جمعیت این شهر برابر با ۹۵۶ نفر جمعیت بوده‌است. مردم این شهر به گویش ساروی زبان مازندرانی گویش می‌کنند.